# Rahói járás
A Rahói járás (ukránul: Рахівський район) közigazgatási egység Ukrajnában, Kárpátalján. Székhelye Rahó.
Jelenlegi formájában a 2020. júliusi ukrajnai közigazgatási reform során jött létre, a korábbi Rahói járás (1946–2020) kibővítésével.